# Schwabenalter
Mit dem Schwabenalter werden die Lebensjahre ab dem vierzigsten Geburtstag eines Schwaben bezeichnet. Es heißt, dass der Schwabe erst mit 40 Jahren g’scheit, also weise (oder auch erwachsen) wird. Den Schwaben wird damit unterschwellig unterstellt, „Spätzünder“ zu sein. Es ist in Baden-Württemberg und Bayerisch-Schwaben ein gebräuchliches Ritual, beim vierzigsten Geburtstag eines Schwaben auf das Schwabenalter und die bei ihm damit schlagartig einsetzende Klugheit und Weisheit anzuspielen. Der 40. Geburtstag wird daher auch meist auf besondere Weise gefeiert.
Wie viele Unterstellungen, die auf geistige Fähigkeiten oder Eigenschaften von ganzen Volksgruppen anspielen, hat auch das Schwabenalter eine längere Vorgeschichte:
Johannes Böhm, genannt Bohemus (~1485–1533/1535), einer der ersten deutschen Volkskundler und Ethnografen, schrieb in seiner 1521 erschienenen Beschreibung der Sitten und Gebräuche aller Stämme (Omnium gentium mores et ritus)  über die Schwaben: Sero respiscunt – frei übersetzt: „Sie kapieren spät“ und begründete damit dieses Vorurteil, das sich hartnäckig über die Jahrhunderte hielt. 
1781 schrieb der Berliner Friedrich Nicolai, dass der Charakter der Schwaben oft „auf die unbilligste Art missdeutet“ worden sei. Er attestierte ihnen „Gemächlichkeit, Zufriedenheit und Ruhe sowie eine gewisse Treuherzigkeit und ein unbefangenes Wesen, ... das selbst nichts von Arglist hat und sie bei anderen auch nicht vermuthet...“ Dies habe dazu geführt, dass ein Schwabe seinen Vorteil nicht genau wahrnehme. Das aber habe man den Schwaben als Dummheit ausgelegt. Und deswegen bedeute das allgemein bekannte Sprichwort, wonach die Schwaben erst im fünfzigsten (!) Jahre klug würden, keine späte Entwicklung der Verstandeskräfte, sondern nur, dass sie den Verstand erst spät zum eigenen Vorteil nutzten.
Die regelmäßige Anspielung auf die Beschränktheit der Schwaben und auf das Schwabenalter „A Schwôb wird erschd mit vierzich gscheid“ wird von den Schwaben mit einem Zusatz versehen und in einen Ausdruck des Selbstbewusstseins umformuliert: „Mir Schwôbâ wer’n mit vierzich gscheid, diâ andrâ ned en Ewichkeit.“
Bemerkenswert ist hier, dass ähnlich wie bei Ortsneckereien der ursprüngliche Spott über die Ortsansässigen von diesen positiv aufgenommen und umbewertet wird. Aus den Spottnamen und -figuren wurden – wie beim Schwabenstreich oder der Erzählung Die sieben Schwaben – schwäbische Identifikationssymbole.

## Zitate
- Auch er schien noch nicht in das Schwabenalter eingetreten zu sein, aber ein Zug von Schwermut auf seinem glattrasierten Gesicht ließ ahnen, daß auch er das Leben von seiner dunklen Seite kennen gelernt hatte. Paul Heyse: „Gegen den Strom“ (4. Kapitel)
- Er soll, wenn man bisweilen das Zahnfleisch etwas damit ritzet, den Weisheitszahn noch vor dem Schwabenalter treiben. Eduard Mörike: „Das Stuttgarter Hutzelmännlein“
- Der Mann, der das „Schwabenalter“ von vierzig noch nicht lange überschritten hat, ist mit dem neuen Film allgemeiner Einschätzung nach in die allererste Riege der Hollywood-Regisseure aufgestiegen. TAZ 1996